# 4043 Perolof
A 4043 Perolof (ideiglenes jelöléssel 1175 T-3) a Naprendszer kisbolygóövében található aszteroida. Cornelis Johannes van Houten,  Ingrid van Houten-Groeneveld,  Tom Gehrels fedezte fel 1977. október 17-én.